# Питание в норме
«Питание в норме» (англ. Power Good) — сигнал, вырабатываемый блоками питания AT и ATX, предназначенный для информирования потребителя (материнской платы) об окончании переходных процессов и отсутствии обнаруженных неисправностей в блоке питания с целью недопущения использования блока питания в то время, когда выходные напряжения находятся за пределами допустимых.

## Спецификация ATX
По спецификации данный сигнал определяется как напряжение 5 вольт, генерируемое на выходе блока питания после завершения переходных процессов, стабилизации выходных напряжений и окончания внутренних проверок блока питания. В норме, этот сигнал должен подаваться через 0,1 — 0,5 секунд после подачи сигнала о включении. Этот сигнал поступает на материнскую плату через контакт № 8 20-контактного разъема блока питания ATX (на блоке питания AT - через контакт №1 разъема P8) и запускает генератор тактовой частоты процессора, контролирующий линию сброса процессора.
Дешёвые или низкокачественные блоки питания не соответствуют спецификации ATX и не содержат специализированных цепей контроля; вместо этого в них вместо выработки сигнала подаётся непосредственно напряжение линии +5В. Это означает, что материнская плата компьютера может попытаться запуститься, если +5В шина выдаёт приемлемое напряжение (3 — 6 вольт), даже если другие напряжения за пределами безопасных или вообще отсутствуют. Кроме того, процессор никогда не будет находиться в состоянии сброса, если только напряжение на этой линии не просядет ниже порога, после которого сработает триггер генератора. Это может привести к выходу из строя материнской платы и/или процессора.
Если блок питания обнаруживает выход какого-либо из своих внутренних параметров или выходных напряжений за пределы рабочих значений, он должен тут же снять сигнал «Питание в порядке» с выхода. Это приводит компьютер к сбросу, в котором компьютер будет находиться до появления сигнала снова или до отключения питания блоком питания. Это приводит к потере не сохранённых данных, но защищает от повреждения данных в оперативной памяти или записи некорректных значений на устройства долговременного хранения.

## Значения сигнала
Значение сигнала «Питание в норме» — время задержки в миллисекундах, прошедшее между подачей сигнала на включение и появлением сигнала. Потребитель (материнская плата) должен считать нормальным значение в рамках 100—500 мс.
Получить значение сигнала можно либо программным обеспечением компьютера (редко предоставляется такой функционал), либо приборами — тестерами для блоков питания, показывающими сигнал (часто обозначается как PG) наряду со значениями напряжений в вольтах по шинам подключенного блока питания.